# Julio Santana
Julio Franklin Santana (nacido el 20 de enero de 1974 en San Pedro de Macorís) es un ex lanzador de relevo dominicano que jugó en las Grandes Ligas de Béisbol militando para seis equipos desde 1997 hasta 2006; por última vez con los Filis de Filadelfia. Además jugó en la Liga Japonesa de 2003 a 2004 con Yomiuri Giants.